# Холодов Юрій Борисович
Юрій Борисович Хо́лодов (нар. 25 листопада 1937, Харків) — український радянський альтист, письменник.

## Біографія
Народився 25 листопада 1937 року в Харкові. У 1956—1961 роках навчався в Київській консерваторії. Після закінчення навчання майже 40 років грав у складі струнного квартету імені М. В. Лисенка Київської філармонії. З гастролями відвідав практично всі республіки СРСР, країни Європи й інші континенти.
Пізніше переїхав до США в місто Саванну (Джорджія), публікується.

## Творчість
Автор книг, повістей, оповідань про його сучасників, життя емігрантів в Америці, розкриває деякі аспекти психології творчості, проблеми маленької людини. Серед них:
- «Инесса и другие рассказы», видавництво ФАДА, ЛТД, 2001, Київ;
- «Соло для альта», видавництво АЛЕТЕЙЯ, 2006, СПб. (Серія «Русское зарубежье. Коллекция поэзии и прозы»);
- «Тихая музыка», видавництво АЛЕТЕЙЯ, 2010, СПб. (Серія «Русское зарубежье. Коллекция поэзии и прозы»);
- «Любовь как Состояние» («Melodies of Love»), американське видавництво AuthorHouse, 2011(рос.)
- «Саванские откровения» («Savannah Revelations»), американське видавництво ExLibris, 2012(рос.)[1];
- «Откровения мизантропа», видавництво  Вест-Консалтинг, 2012, Москва (Серія "Современная книга");
- «Эти странные музыканты», німецьке видавництво ZA-ZA Verlag, Дюссельдорф, 2013 (рос );
- "Мимолетности" ( "Transient Moments"), американське видавництво Xlibris, 2015;
- "Родные берега", видавництво КАЯЛА, 2016, Київ. (Серія "Современная литература");
- "Звуки музыки", видавництво КАЯЛА, 2016, Київ. (Серія "Современная литература");
- "Иммигрантское счастье", видавництво КАЯЛА, 2016, Київ. (Серія "Современная литература").

## Відзнаки
- Заслужений артист УРСР з 1973 року;
- Лауреат Державної премії УРСР імені Т. Г. Шевченка (за 1977 рік; разом з А. І. Баженовим, Б. Скворцовим, Л. Краснощоком за концертні програми 1974—1976 років у складі струнного квартету імені М. В. Лисенка)[2];
- Народний артист УРСР з 1987 року.